# Зустрічний вузол

Зустрічний вузол.

Зустрічний вузол — аналог звичайного контрольного вузла, виконаний здвоєною мотузкою. Для зав'язування зустрічного вузла, треба спочатку зав'язати контрольний вузол на одній мотузці. Потім кінець другої мотузки просмикується через контрольний вузол немов назустріч кінцю першої, повністю повторюючи всі його вигини і укладається паралельно один одному.

## Інтернет-ресурси
- Грабовський Ю. А., Скалій О. В., Скалій Т. В. Спортивний туризм [Архівовано 24 травня 2012 у Wayback Machine.]
- базові вузли для застосування у туризмі [Архівовано 13 липня 2012 у Wayback Machine.]